# Glochidion chodoense
Glochidion chodoense är en emblikaväxtart som beskrevs av C.S.Lee och H.T.Im. Glochidion chodoense ingår i släktet Glochidion och familjen emblikaväxter. Inga underarter finns listade i Catalogue of Life.